# Scott Ziehl
Scott Ziehl (ur. 1965) – amerykański reżyser, scenarzysta, producent, operator, montażysta i aktor filmowy, undergroundowy twórca thrillera Trzeci kierunek (2004). Zdobywca nagrody na Los Angeles Independent Film Festival, nominowany także do nagrody na Gijón International Film Festival.

## Filmografia (wybór)
- Szkoła uwodzenia 3 (Cruel Intentions 3, 2004)
- Trzeci kierunek (3-Way, 2004)
- Łowca demonów (Demon Hunter, 2005)
- Droga ucieczki (Exit Speed, 2008)